# Dragon Quest III: E così entrò nella leggenda...
Dragon Quest III: E così entrò nella leggenda... (ドラゴンクエストIII そして伝説へ…?, Doragon Kuesuto Surī - Soshite Densetsu e…), intitolato Dragon Warrior III nella prima localizzazione in inglese, è un videogioco di ruolo sviluppato da Chunsoft per Nintendo Entertainment System e pubblicato da Enix in Giappone nel 1988, poi esportato negli Stati Uniti nel 1991. È il terzo episodio della serie Dragon Quest e il capitolo conclusivo della sottoserie nota come "trilogia di Erdrick".
Il gioco è stato ripubblicato in un'edizione espansa per Super Nintendo Entertainment System pubblicata solo in Giappone nel 1996, poi adattata per Game Boy Color ed edita anche in Nordamerica nel 2000. Nel 2009 e 2011 sono uscite le versioni per telefoni cellulari e per Nintendo Wii, che per la prima volta hanno adattato in altre lingue il sottotitolo giapponese; su di esse si basa l'edizione per Nintendo Switch del 2020. 
Il 27 maggio del 2021, in occasione del trentacinquesimo anniversario della serie, durante una live streaming, è stato annunciato un remake in HD-2D, nello stile di Octopath Traveler.
Dragon Quest III introdusse per la prima volta numerose meccaniche divenute canoniche del franchise e riprese da numerosi JRPG successivi, come ad esempio la simulazione di un ciclo giorno-notte e il sistema a classi intercambiabili.

## Trama

### Ambientazione
Dragon Quest III si svolge su un pianeta immaginario la cui geografia ricalca quella della Terra e le cui culture riprendono in chiave high fantasy le civiltà di epoca classica o medievale; ad esempio i regno di Romaly e Portoga coincidono con l'Italia e il Portogallo del Pieno medioevo, il paese di Isis con l'Egitto faraonico e l'arcipelago di Jipangu con il Giappone arcaico. Sedici anni prima dell'inizio del gioco, l'eroico guerriero Ortega partì dal suo natio regno di Alihan (una grande isola corrispondente per posizione alla Polinesia) per sconfiggere l'Arcidemone Baramos, un potente demonio che minacciava la pace del mondo; Ortega tuttavia scomparve nel nulla durante la sua impresa, pertanto la sua missione è stata affidata al suo unico erede.

### Sinossi
Dragon Quest III è ambientato molti anni prima dell'originale Dragon Quest in un mondo separato dai primi due giochi. Un malvagio demone di nome Baramos minaccia di distruggere il mondo. La storia ruota attorno all'Eroe, figlio o figlia (il giocatore può scegliere se essere maschio o femmina, con poche modifiche al gameplay) del leggendario guerriero Ortega. Nel giorno del suo sedicesimo compleanno, l'Eroe viene convocato al castello e riceve dal Re di Aliahan la sfida di liberare il mondo dal malvagio arcidiavolo Baramos, che Ortega ha tentato in passato ma apparentemente è morto in un vulcano. L'Eroe è quindi in grado di reclutare fino a tre compagni di viaggio per aiutare a combattere Baramos.
L'Eroe lascia il suo paese natale di Aliahan per viaggiare per il mondo e completare la ricerca del padre per sconfiggere Baramos. Una parte importante dell'avventura è la ricerca per acquisire le ultime due delle tre chiavi necessarie per aprire le porte durante il gioco. Dopo aver salvato due persone della città di Baharata dal canaglia Kandar e aver rubato la corona del re di Romaly, l'Eroe riceve Black Pepper, che poi scambiano con un veliero a Portoga. Con la nave, l'Eroe acquisisce la Chiave Finale e le sei sfere mistiche utilizzate per far rivivere il leggendario uccello Ramia. Ramia permette all'Eroe e al suo gruppo di recarsi al castello di Baramos, che è circondato da montagne.
Dopo aver sconfitto Baramos in una feroce battaglia ed essere tornato ad Aliahan, la celebrazione dell'Eroe viene interrotta quando Zoma, il maestro di Baramos e il vero cattivo del gioco, rivela la sua esistenza. Attacca e apre una fossa nel mondo oscuro, in cui salta l'eroe. The Dark World è, infatti, Alefgard (delle puntate precedenti della serie), dove l'Eroe deve acquisire molti dei manufatti che sono stati raccolti nell'originale Dragon Quest, tra cui la Pietra del Sole e il Bastone della Pioggia. Rubiss, un leggendario saggio, è stato trasformato in pietra e viene salvato dall'Eroe, e l'Eroe riceve in cambio il Sacro Amuleto. Questi oggetti, come nel gioco originale, creano il Rainbow Bridge che conduce l'Eroe al castello di Zoma per lo scontro finale. Lungo la strada, l'Eroe si riunisce brevemente con Ortega mentre viene ucciso dai mostri di Zoma, quindi continua a sconfiggere il rianimato Baramos, ora trasformato nel potente Baramos Bomus e successivamente nello scheletrico Baramos Gonus. Con la Sfera di Luce data dalla Regina Drago, l'Eroe sconfigge Zoma e libera Alefgard, ma Zoma si vanta che il male alla fine tornerà nella terra e l'Eroe non vivrà abbastanza a lungo per fermarlo. Per il suo coraggio, l'Eroe riceve il titolo di "Erdrick" ("Loto" nella versione giapponese). L'Eroe in seguito scompare da Alefgard, lasciando che la loro spada e armatura vengano tramandate nel corso dei secoli in modo che i loro discendenti possano continuare a proteggere il mondo dal male.

## Modalità di gioco
La struttura fondamentale di Dragon Quest III riprende gli elementi già codificati nei precedenti due capitoli della serie: il giocatore controlla un gruppo di quattro personaggi guidato dal proprio avatar, il figlio o la figlia di Ortega, e li fa viaggiare per un'ambientazione presentata a volo d'uccello, i cui ambienti sono tripartiti fra città, dungeon e mappa globale. In città il giocatore può salvare la partita, lasciare in taverna alcuni membri della squadra e sostituirli con altri "in riserva", e spendere denaro per riposare o per acquistare equipaggiamenti e oggetti consumabili; nei dungeon si trovano tesori, oggetti MacGuffin e avversari narrativamente importanti; la mappa globale va attraversata per viaggiare fra le città e i dungeon. Sulla mappa e nei dungeon c'è la possibilità di incontrare gruppi di mostri, che vanno affrontati in combattimenti a turni visualizzati in soggettiva; nel corso della battaglia il giocatore usa un menù testuale per dare ordini a ciascun personaggio (ad esempio colpire con la propria arma o lanciare un dato incantesimo); sconfiggere i mostri fa ottenere denaro e rende gradualmente più potenti i personaggi. Rispetto a Dragon Quest I e II, il terzo episodio introduce una nuova, rilevante meccanica nella forma di un ciclo giorno-notte: ogni spostamento della squadra sulla mappa globale fa scorrere in avanti un orologio interno e la grafica del mondo, di conseguenza, passa gradualmente da un'illuminazione diurna a una notturna. Entrando in una città nottetempo diversi servizi (come le mercerie e armerie) saranno chiusi, ma certi personaggi e ambienti sono accessibili solo dopo il tramonto. Questa meccanica rende ancora più pregnante il design open world del gioco, che nei precedenti titoli della serie era dato principalmente dalla non linearità della trama. Un'ulteriore innovazione è un'arena in cui scommettere sulle battaglie fra mostri: il primo dei molti minigiochi d'azzardo che appariranno nel corso della serie. 
A partire dall'edizione per SNES sono state introdotte delle ottimizzazioni di interfaccia mutuate dai successivi episodi della serie, poi conservate nelle riedizioni successive: ad esempio una "borsa" condivisa fra tutti i membri della squadra, in cui conservare oggetti ed equipaggiamenti extra (che nell'edizione NES andavano conservati in banca e ritirati ad hoc), o un comando automatizzato per guarire le ferite della squadra con magie e oggetti curativi. Allo stesso modo, l'edizione SNES è stata arricchita con due minigiochi aggiuntivi: il Pachisi (conservato nell'edizione Game Boy Color ma rimosso dalle successive) è un gioco da tavolo a percorso in cui il giocatore può vincere oggetti speciali; le Mini Medaglie (riprese da Dragon Quest IV) sono oggetti collezionabili nascosti per il mondo con cui acquistare equipaggiamenti. A sua volta l'edizione GBC ha aggiunto la collezione di Medaglie Mostro, trofei speciali lasciati dai mostri sconfitti. 

### Sistema a Classi
La più rilevante innovazione meccanica di Dragon Quest III rispetto ai predecessori è l'introduzione di un sistema a classi che permette al giocatore di personalizzare la propria squadra di personaggi – che in Dragon Quest I e II disponevano di abilità prefissate. All'inizio della partita, il giocatore controlla solamente il figlio o la figlia di Ortega, che appartiene alla classe Eroe (Hero) e dispone in modo bilanciato di abilità magiche e marziali; nella taverna della città di Alihan è possibile creare e reclutare altri personaggi scegliendone il sesso, il nome e la classe di appartenenza; ques'ultima variabile determina il tasso di crescita delle statistiche del personaggio, la selezione di equipaggiamenti che può indossare e le tipologie di incantesimi che imparerà col tempo. Nello specifico il Soldato (Soldier) sa brandire tutte le migliori armi e armature e, pertanto, può sia infliggere sia incassare colpi molto potenti; il Combattente (Fighter) lotta a mani nude o con guantoni artigliati e indossa protezioni leggere, favorendo l'offesa alla difesa; il Mercante (Merchant) ha accesso a una gamma intermedia di equipaggiamenti e può incrementare gli introiti in denaro delle battaglie; il Buffone (Goof-off) è un pessimo lottatore e in battaglia può ignorare i comandi del giocatore e compiere mosse aleatorie (e talvolta deleterie); il Mago (Wizard) è molto fragile ma può potenziare la squadra con benedizioni e danneggiare gravemente gli avversari con magie pirocinetiche, criocinetiche ed esplosive; il Pellegrino (Pilgrim) è più robusto del Mago e dispone di incantesimi taumaturgici e aerocinetici; il Ladro (Thief), introdotto nell'edizione SNES e presente in tutte le successive, è un combattente relativamente fragile ma ha accesso a incantesimi speciali per orientarsi nei dungeon. Una volta che un personaggio raggiunge il livello 20 (su un massimo di 40), il giocatore potrà cambiare la sua classe in una località chiamata Tempio Dharma; le statistiche del personaggio si dimezzano e il suo livello riparte da 1, ma tutti gli incantesimi già appresi si conservano – il che permette di creare personaggi ibridi con capacità sia magiche sia marziali. Il cambio di classe al Tempio Dharma, inoltre, è l'unico modo per accedere alla potente classe del Saggio (Sage), che sa utilizzare ottimi equipaggiamenti e può apprendere tutte le magie sia da Mago sia da Pellegrino: un Buffone giunto a livello 20 può diventare un Saggio gratuitamente, tutte le altre classi devono "spendere" un rarissimo oggetto consumabile. Anche il sesso dei personaggi ha una rilevanza meccanica, poiché la dotazione di equipaggiamenti accessibili a ciascuna classe prevede armi e armature esclusivamente maschili o esclusivamente femminili. 
A partire dall'edizione SNES, il sistema a classi è influenzato anche da un sistema di personalità: ogni personaggio è contraddistinto, oltre che dalle sue statistiche e classe, anche da una variabile detta appunto "personalità", che determina assieme alla classe il suo tasso di crescita statistica; alcune combinazioni di classe e personalità risultano in personaggi altamente specializzati, altre creano personaggi positivamente bilanciati, altre ancora sono di fatto controproducenti. La personalità dell'avatar è determinata da un questionario cui il giocatore viene sottoposto all'inizio della propria partita; quelle dei personaggi creati in taverna dipendono dalle loro statistiche iniziali (che vengono generate casualmente e possono essere parzialmente modificate dal giocatore). Anche in questo caso, alcune personalità sono accessibili solo a personaggi maschili o femminili, ed è possibile cambiare temporaneamente una personalittà tramite appositi equipaggiamenti, o permanentemente spendendo oggetti consumabili..

## Altri media

### Manga
Un manga ispirato al gioco, intitolato Dragon Quest Retsuden: Roto no Monshō (ドラゴンクエスト列伝 ロトの紋章??) lett. Dragon Quest saga: L'emblema di Roto e scritto dalla coppia Chiaki Kawamata/Junji Koyanagi con le illustrazioni di Kamui Fujiwara, fu pubblicato nella rivista Monthly Shōnen Gangan dal 1991 al 1997. Nel 1996 fu prodotto un anime ispirato al manga, rilasciato per il mercato home-video. Un sequel del manga originale, Dragon Quest Retsuden: Roto no Monshō ~Monshō o Tsugumono-tachi e~, fu pubblicato da Square Enix tra il 2005 e il dicembre 2012, e pubblicato in quindici volumi.

### Colonna sonora
Kōichi Sugiyama compose e diresse l'intera colonna sonora del gioco, la quale fu pubblicata in compact disc da Sony Records nel 1996. Fu inoltre pubblicata all'interno delle compilation Dragon Quest Game Music Super Collection Vol. 1, Dragon Quest Game Music Super Collection Vol. 2, e Dragon Quest Game Music Super Collection Vol. 3. Altre compilation contenenti tracce della colonna sonora di Dragon Quest III sono: Dragon Quest on Piano Vol. II del 1990, e Dragon Quest Best Songs Selection ~Loula~ del 1993. Di seguito, la lista tracce della colonna sonora originale di Dragon Quest III:
- 1.Roto's Theme
- 2.Rondo Royale
- 3.Around the World (Around the World ~ Town ~ Jipang ~ Pyramid ~ Village)
- 4.Adventure
- 5.Dungeon ~ Tower ~ The Phantom Ship
- 6.Requiem ~ Small Shrine
- 7.Sailing
- 8.Heavenly Flight
- 9.Fighting Spirits Battle Theme ~ In Alefgard ~ Hero's Challenge
- 10.And, into the Legend...
- 11.Dragon Quest III's Original Audio Story

### Remake
Durante il Nintendo Direct di Giugno, Nintendo annuncia la data di uscita di Dragon Quest 3 remake. Il gioco esce il 14 Novembre 2024 per Nintendo Switch, PlayStation 5, Xbox Series X e PC. Il gioco avrà una storia espansa rispetto al gioco originale, con nuovi episodi che si concentreranno principalmente sulla figura di Ortega, padre del protagonista, e delle imprese che lo hanno coinvolto. In meno di un mese, l'apprezzato remake di Dragon Quest III ha già superato le 2 milioni di copie vendute in tutto il mondo contando sia le vendite in formato fisico che quelle digitali. Secondo Square-Enix, il gioco ha venduto più del previsto. A Maggio 2025, Dragon Quest 3 HD-2D Remake riceve un update con correzioni e short-cut per incantesimi e abilità.